# Teatr STOP
Teatr STOP – powstał w 1980 roku; kojarzony z dwoma miastami: Słupsk (1980-1992) i Koszalin (od 1993); wywodzi się z nurtu – teatru alternatywnego. Uczestnik wielu festiwali teatralnych w kraju i za granicą. Aktualnie jest kameralnym zespołem zajmującym się edukacją twórczą poprzez teatr i dramę. Szefem Artystycznym od początku istnienia grupy jest Mirosław Gliniecki.

## Historia
Teatr STOP rozpoczął działanie w Wyższej Szkole Pedagogicznej jako Studencki Teatr Okolicznościowej Potrzeby. Akademicki charakter grupa utrzymywała do 1983 roku, w którym w 300-setną rocznicę odsieczy wiedeńskiej króla Sobieskiego zrealizowała w Chojnicach przełomowe dla siebie widowisko plenerowe Kaszubi pod Wiedniem. W następnych latach grupa występowała m.in. na festiwalach teatralnych w Awinionie, Piacenzy, Archangielsku, na Wyspach Sołowieckich, w Danii, Niemczech, a w kraju w Jeleniej Górze, Warszawie, Krakowie, Łodzi, Gdańsku, Toruniu. W latach 1984-1993 grupa należała do czołowych teatrów alternatywnych w Polsce. W 1992 roku Teatr STOP został zaproszony przez dyrektora Teatr STU Krzysztofa Jasińskiego do udziału w Wystawie Światowej Expo'92 w Sewilli, gdzie jako jeden z pięciu polskich zespołów reprezentował kraj.
W latach 1986-1991 Teatr STOP był gospodarzem trzech międzynarodowych edycji Festiwalu Teatralnego Totus Mundus.
Od połowy lat 90. XX wieku grupa zmieniła formułę stając się teatrem edukacyjnym, nastawionym nie tylko na wartości artystyczne, ale także na kształtowanie kompetencji społecznych uczestników. Teatr STOP jako pierwszy w regionie Pomorza Środkowego stosował metodę dramy w pracy  z niepełnosprawną młodzieżą, tworząc koncepcję autorskich Warsztatów Teatralno-Dramowych, potem poszerzył tę metodę w innych placówkach oświatowych. Jako jeden z nielicznych teatrów nieinstytucjonalnych (bez dotacji z budżetu państwowego), systematycznie realizuje i poszerza w różnych przestrzeniach społecznych, ideę szeroko pojmowanej edukacji teatralnej.
W okresie 1999-2007 Teatr STOP był prekursorem projektów unijnych w zakresie kultury i edukacji poprzez dramę i teatr w regionie środkowopomorskim. W ramach Funduszu Małych Projektówy Phare Euroregionu Bałtyk, wypracował trzy autorskie edycje Międzynarodowego Sympozjum i Warsztatów Teatralnych w Słupsku i na Bornholmie.
Sztandarowym spektaklem ostatniego okresu jest Dealer grany od ponad 25 lat (700 realizacji).
Grupa wystawia także interaktywne spektakle dla dzieci: Beznikotynek i To szkodzi zdrowiu.
Znakiem firmowym, stały się kończące spektaklem Warsztaty Teatralno-Dramowe (przez 40 lat, około 600 tygodniowych realizacji). Liczba uczestników-aktorów osiągnęła 12 tysięcy. Za całokształt swej pracy zespół honorowano różnymi nagrodami
Aktorzy Teatru STOP posiadają także przygotowanie pedagogiczne i są wykładowcami uczelni wyższych (Uniwersytet Pomorski w Słupsku, Politechnika Koszalińska) oraz uczestniczą i organizują konferencje. Są autorami artykułów i książek, również z przestrzeni dramy, teatru, edukacji i komunikacji.

## Twórcy 40-lecia Teatru STOP
Na Benefis 40-lecia zespołu (uroczystość w Pałacu Lubostroń), powstała specjalna piosenka STOP tu teatr oraz film STOP tu teatr-Teatr STOP autorstwa Marty Glinieckiej.
- Aktorzy: Penelopa Atkinson Klepuszewski, Hubert Bilewicz, Jola Bosiacka, Elżbieta Centkowska Tarczyńska, Piotr Ceranowski, Krzysztof Hrabia Cieślewicz (†), Jacek Dąbrowski, Jacek Dziembaj, Wiesław Gasek, Mieczysław Giedrojć, Marta Gliniecka, Teresa Gliniecka, Mirosław Gliniecki, Jacek Górawski (†), Leszek Gwardzik, Jacek Igła, Daniel Kalinowski, Dorota Kodź, Zbigniew Konieczka, Dorota Kowalska-Sip, Danuta Kozłowska, Marek Król, Grażyna Krzaczkowska, Mirosław Kupiec, Marek Litecki, Roman Łangowski, Rafał Makarewicz, Zofia Makowska, Lucyna Maksymowicz, Tadeusz Matwijewicz, Anna Mercik, Isadora Miedziewska, Maurycy Miedziewski, Stanisław Miedziewski, Jacek Miś, Marzena Możdżer-Fabich, Małgorzata Nieścior-Trenczak, Grzegorz Opolski, Zdzisława Orłowska, Tomasz Piekarski, Bogusław Pobiedziński, Bohdan Statkiewicz, Małgorzata Szota, Jaromir Szroeder, Paweł Szroeder, Wojciech Szroeder, Rudolf Trenczak, Michał Tuszyński, Małgorzata Warchoł, Grażyna Wijatyk, Ewa Wołczyk, Alicja Zapart. Gościnnie: Irina Afanasjewa (Teatr Biały Clown), Miła Bogen/Iwona Stolarska (Teatr BLIK), Wojciech Klepuszewski (Teatr BLIK), Andrzej Talkowski (Teatr Szczęście i Kabaret Kuzyni), Nikołaj Weprew (Teatr Biały Clown/Teatr Nikoli).

- Muzycy: Andrzej Anderman[37]-trąbka i syntezator, Alicja Błaszczyk-flet, Waldemar Bochniarz-saksofon, Andrzej Cholewa-syntezator, Marta Gliniecka[38]-keyboart, Zbigniew Kuszlewicz-gitara, Artur Szeryf Orłowski-saksofon, Jaromir Szroeder-akordeon i saksofon, Wojciech Szroeder-gitara i flet poprzeczny, Teresa Śliwowska-skrzypce, Waldemar Tomaszewski-trąbka.

- Plastycy: Krzysztof Grzesiak (†), Tadeusz Matwijewicz, Stefan Morawski (†), Maciej Olesiński, Andrzej Szczepłocki, Marian Thiede[39], Waldemar Czarny Waszkiewicz, Ryszard  Zając.

- Akustycy i reżyserzy światła: Tadeusz Balik, Piotr Eichler, Kuba Kowalski, Jacek Lanckowski, Piotr Samulak, Andrzej Wiatr.

- Fotografowie: Bartosz Arszyński[40], Jurij Borisowicz (Rosja-Sołowki), Andrzej Bramański (†), Jadwiga Girsa-Zimna (†), Tadeusz Kaczyński, Stanisław Kątnik (†), Dariusz Krzosek, Jan Maziejuk[41], Rafał Nosewicz, Zbigniew Suliga (†), Sławomir Żabicki[42].

- Konsultacje reżyserskie: Bogdan Kochanowski, Antoni Franczak (†), Ryszard Kot-Kotecki, Paweł Nowicki, Wiktor Panow, Jupi Podlaszewski (†). Konsultacje pedagogiczne: dr hab. Elżbieta Gaweł-Luty, dr hab. Lucyna Preuss-Kuchta, dr Lucyna Maksymowicz, dr Mariola Szczepańska.  Konsultacje literackie: dr hab. Zbigniew Zielonka (†). Konsultacje kultury zdrowotnej: dr hab. Agnieszka Zalewska-Meler

## Działalność

### Spektakle
- Próba (1980) scen. i reż. Mirosław Kupiec
- Legenda o Pąśku Walecznym (1980) scen. i reż. Mirosław Kupiec
- Narodziny (1981) scen. i reż. Mirosław Gliniecki
- Skarpety (1982) scen. i reż. Mirosław Gliniecki
- Pąśkojada – Legenda o Pąśku Wspaniałym (1982) scen. i reż. Mirosław Gliniecki
- Mrożkojada (1982) scen. i reż. Mirosław Gliniecki
- Żmija (1983) scen. i reż. Mirosław Gliniecki
- Kaszubi pod Wiedniem (1983) scen. i reż. Mirosław Gliniecki, konsultacje Stanisław Miedziewski
- Dialogus pastoralais (1984) scen. Mirosław Gliniecki; reż. Stanisław Miedziewski
- Sekstet (1985) scen. Mirosław Gliniecki; reż. Stanisław Miedziewski
- Hi Fi (1985) scen. i reż. Mirosław Gliniecki
- Teatr staropolski (1985) scen. i reż.: Mirosław Gliniecki i Stanisław Miedziewski
- Teatr pantomimy (1985) scen. i reż.: Mieczysław Giedrojć i Mirosław Gliniecki
- Par force every day (1986) scen. i reż.: Mirosław Gliniecki i Tadeusz Matwijewicz
- Słodki niedzielny poranek (1987) scen. i reż. Mirosław Gliniecki
- Kameleon (1987) scen. i reż. Mirosław Gliniecki
- Cytat z Becketta (1987) scen. i reż. Mirosław Gliniecki
- Kameleon II (1988) scen. i reż. Mirosław Gliniecki
- Scarebird Strach na wróble (1990) scen. i reż.: Mirosław Gliniecki i Wojciech Klepuszewski
- Par force (1991) scen. i reż.: Mirosław Gliniecki i Tadeusz Matwijewicz
- Rodzina Białego Clowna (1992) scen. i reż. Mikołaj Weprew, wspólna realizacja z Teatrem Biały Clown z Kijowa
- Ale cyrki (1993) scen. i reż. Andrzej Talkowski Kabaret Kuzyni, wspólna realizacja
- Mim i clown (1994) scen. i reż. Mieczysław Giedrojć
- Happening Białego Clowna (1996) scen. i reż. Mikołaj Weprew, wspólna realizacja z Teatrem Biały Clown z Kijowa
- Dealer (1998) scen. Mirosław Gliniecki; reż. Mieczysław Giedrojć, Mirosław Gliniecki i Daniel Kalinowski
- Clownada (2000) scen. i reż. Mieczysław Giedrojć
- Pantomima (2001) scen. i reż. Mieczysław Giedrojć
- Beznikotynek (2005) scen. i reż. Mieczysław Giedrojć
- W świecie teatru milczenia (2016) scen. i reż. Mieczysław Giedrojć
- To szkodzi zdrowiu (2018) scen. i reż. Mieczysław Giedrojć

### Warsztaty twórcze poprzez teatr i dramę
Szczególną wartością bardzo popularnych Warsztatów Teatralno-Dramowych jest możliwość aktywnego udziału całej grupy w odgrywaniu scen (etiud), zawierających dostosowane do wieku i możliwości uczestników konkretne problemy życiowe. Stosowanie atrakcyjnych technik teatralnych i dramowych dynamizuje pracę. Ukoronowaniem tygodniowych działań warsztatowych jest finałowa prezentacja, mająca miejsce zazwyczaj przed ”Publicznością życzliwą” (rodzice, rówieśnicy, nauczyciele, przyjazne środowisko), zwiększając tym samym wymowę społeczną całego przedsięwzięcia. Konfrontacja sceniczna z widzem, ”wejście w rolę”, użycie kostiumu, makijażu, rekwizytu – stwarza członkom grupy warsztatowej możliwość empatycznego wczuwania się w przeżycia kreowanych postaci, wzmacniając samoświadomość uczestników i pogłębia ich wrażliwość, a to wspomaga nabywanie kompetencji komunikacyjnych, budowanie relacji oraz propagowanie zdrowego trybu życia i twórczego rozwoju.

### Festiwale organizowane przez Teatr STOP
- I Festiwal Totus Mundus[45] 3-9 maja 1986
- II Festiwal Totus Mundus[46] 19-25 października 1988
- III Festiwal Totus Mundus[47] 28.04-3 maja 1991
- I Międzynarodowy Festiwal Teatrów Ulicznych Archangielsk 23 czerwca-1 lipca 1990 (współorganizacja i uczestnictwo)[13]

### Seminaria i sympozja Teatru STOP
- Teatr a dziecko specjalnej troski, Słupsk; Program Euroregion Bałtyk (1999)
- Teatr edukacyjny – Komunikacja bez granic, Słupsk – Bornholm; Program Euroregion Bałtyk (2001)
- Scena teatru dla życia, Słupsk; Program Ministerstwa Kultury i Dziedzictwa Narodowego (2004)

### Publikacje wydane przez Teatr STOP
- Mirosław Gliniecki (red.), Lucyna Maksymowicz, Teatr a dziecko specjalnej troski : Theatre and the specjal-needschild, Teatr STOP & Słupski Ośrodek Kultury, 1999, ISBN 83-912316-0-7 [dostęp 2024-09-14], recenzja: prof. dr hab. Elżbieta Gaweł-Luty. pub. albo wyd.,
- Mirosław Gliniecki (red.), Lucyna Maksymowicz, Teatr edukacyjny-komunikacja bez granic, Teatr STOP & Słupski Ośrodek Kultury, 2001, ISBN 83-912316-1-5 [dostęp 2024-09-14] (pol.), recenzja: dr Mariola Szczepańska. pub. albo wyd.,
- Mirosław Gliniecki, Lucyna Maksymowicz, Teatr : terapia-edukacja-asertywność-twórczość-rozwój, Teatr STOP & Słupski Ośrodek Kultury, 2004, ISBN 83-912316-2-3 [dostęp 2024-09-14] (pol.), recenzja: dr Mariola Szczepańska. pub. albo wyd.,
- Agnieszka Zalewska-Meler, Lucyna Maksymowicz, Marta Gliniecka, Tajemniczy świat Muko. O problemach codziennego życia z mukowiscydozą, Teatr STOP & autorzy, 2007, ISBN 978-83-912316-3-0 [dostęp 2024-09-14] (pol.), recenzja: dr hab. Lucyna Preuss-Kuchta. pub. albo wyd.,

### Radiowy teatr bajek
- Bajka turkmeńska Jak powstał wojłok[48] (2021) – czyta M. Gliniecka.
- Bajka cygańska O Cyganie i czerwnym wężu[49] (2021) – czyta M. Gliniecka.
- Bajka Marty Glinieckiej O wilczycy i wróżce[50] (2024) – czyta M. Gliniecka i M. Gliniecki.

### Współpraca z innymi teatrami
- Teatr Rondo Słupsk, Don Kichot 1984 (J.Dąbrowski, M.Gliniecki, W.Pobiedziński, W.Szroeder)
- Polski Teatr Pantomimy BLIK Koszalin, The last dance 1990 (M.Gliniecki)
- Teatr Biały Clown Kijów/Kraków, Rodzina białego clowna 1992-1996 (M.Gliniecki)
- Teatr Rondo Słupsk, Cyrk Oklahoma[51] 2003 (M.Giedrojć i D.Kalinowski)
- Akademia Pomorska Słupsk (Nie)poważna muza 2015 (M.Gliniecki)[52]
- Teatr Opera Modern Bydgoszcz Makbet idzie na wojnę[53] 2024 (M.Giedrojć)

## Media o Teatrze STOP
Artystycznej działania Teatru STOP, w 45-letnim okresie aktywności zespołu, cieszą się również zainteresowaniem mediów, zarówno polskich, jak i przy okazjach fetiwalowych – zagranicznych. Relacje z wydarzeń teatralnych (prasy, radia, telewizji),  poszerzają wymiar społecznego oddziaływania Teatru STOP poprzez sztukę.